# Похоронная школа
«Похоронная школа» (англ. Mortuary Academy) — американский художественный фильм 1988 года, пародийная комедия с чёрным юмором, снятая режиссёром Майклом Шредером. Главные роли в фильме исполнили Кристофер Аткинс, Перри Лэнг, Пол Бартел, Мэри Воронов, Трэйси Уолтер и Линн Даниэльсон-Розенталь.
Фильм является пародией на фильм «Полицейская академия». Снята кинокартина была в США в Калифорнии. Премьера фильма состоялась в мае 1988 года в США.

## Сюжет
Братья Сэм и Макс Гримм могут получить большое наследство от своего богатого дяди, который работал в похоронном агентстве. Но для того, чтобы получить его миллионы, братья должны освоить его дело, соответственно пройти похоронную школу.

## В ролях
- Пол Бартел[англ.] — Пол Траскотт
- Мэри Воронов — Мэри Парселл
- Кристофер Аткинс — Макс Гримм
- Перри Лэнг[англ.] — Сэм Гримм
- Линн Даниэльсон-Розенталь — Валери Левитт (как Линн Даниэльсон)
- Трэйси Уолтер — Дон Диксон
- Стоуни Джексон — Джеймс Дэндридж
- Энтони Джеймс — Эббот Смит
- Вольфман Джек[англ.] — Берни Берковиц
- Сизар Ромеро — капитан корабля
- Карен Уиттер — «Куколка Кристи»

## Съёмочная группа
- Авторы сценария: Билл Келман (как Уильям Келман) и Пол Бартел
- Режиссёр: Майкл Шредер
- Операторы: Рональд Видор и Рой Вагнер
- Композитор: Дэвид Спир
- Художник: Джон Ротшильд
- Монтаж: Эллен Кенеши
- Костюмы: Элизабет Скотт
- Продюсеры: Зейн Левитт, Чип Миллер, Патрик Реган, Элэн Сильвер и Дэннис Уинфри
- Исполнительный продюсер: Ким Йоргенсен

## Технические данные
- Звук: Ultra Stereo 4.0
- Рейтинг MPAA: R